# Tindall
Tindall – miasto w Stanach Zjednoczonych, w stanie Missouri, w hrabstwie Grundy.